# Calosso
Pour l’article homonyme, voir Eugenia Calosso.
Calosso est une commune italienne de la province d'Asti, dans la région Piémont.

## Histoire
En 1613, durant la guerre de succession de Montferrat, Charles Emmanuel Ier de Savoie ordonna au comte de Saint George de conduire son armée à Moncalve dans l'intention de châtier les habitants du Montferrat qu'il occupait encore et dont la révolte devenait générale. 

À cet effet, l'armée de Savoie marcha sur la ville de Calosso ou l'insurrection s'était de nouveau manifestée et l'emporta de force.

## Administration
| Période                                  | Période | Identité | Étiquette | Qualité |
| ---------------------------------------- | ------- | -------- | --------- | ------- |
|                                          |         |          |           |         |
| Les données manquantes sont à compléter. |         |          |           |         |

### Communes limitrophes
Agliano Terme, Canelli, Castiglione Tinella, Costigliole d'Asti, Moasca, Santo Stefano Belbo